# Michiko
Carica Michiko od Japana (皇后美智子) (Tokio, 20. kolovoza 1934.) je žena bivšeg japanskog cara Akihita. Prva je pučanka koja se udala za člana japanske carske obitelji. Još kao princeza, postala je najprepoznatljivija i najproputovanija japanska carica. Njezina puna titula glasi: Njezino carsko veličanstvo carica Japana.
S Akihitom ima troje djece:
- Naruhito, krunski princ Japana
- Fumihito, princ Aya
- Sayako, princeza Nori